# Union internationale des supérieures générales
L’Union internationale des supérieures générales (UISG) est l’association des supérieures générales des instituts de vie consacrée et congrégations religieuses catholiques féminines, qu’elles soient de droit pontifical ou de droit diocésain. Fondée en 1967, l'association a son siège à Rome et se réunit tous les trois ans.

## Histoire
Le pape Pie XII est à l’origine de la fondation de l‘UISG. En 1951, il invita à une rencontre extraordinaire toutes les supérieures générales de congrégations féminines ayant leur maison généralice à Rome.  Le but de cette rencontre était de les inviter à initier des associations religieuses aux niveaux nationaux. Le groupe de Rome se rencontra régulièrement et une de ses décisions importantes fut de créer l’institut ‘Regina Mundi’, à Rome, une institution pontificale recevant et aidant les religieuses faisant des études théologiques à Rome 
À la fin du concile Vatican II, le dialogue entre les pères conciliaires et la Congrégation pour les Religieux met en lumière la nécessité de créer un forum international pour les religieuses catholiques. Union et collaboration entre instituts religieux est particulièrement nécessaire au moment de mettre en pratique les décisions que nécessite l’aggiornamento de la vie religieuse à la lumière du décret conciliaire ‘Perfectae Caritatis’.    
En 1965, un groupe nommé par la Congrégation des Religieux est chargé d’organiser la première assemblée plénière des supérieures générales de congrégations religieuses. Celle-ci a lieu en mars 1967 : 104 supérieures générales de 65 pays différents. C’est la création formelle de l’UISG qui depuis lors s’est prise en main avec ses réunions trisannuelles. 
À la 21e assemblée plénière de mai 2019, qui rassembla à Rome 850 personnes de 80 pays, la présidente Carmen Sammut est remplacée par Sœur Jolanda Kafka, missionnaire clarétaine, pour un mandat de trois ans. L’UISG reste le forum international privilégié des religieuses catholiques, entre elles, et pour un dialogue avec le Saint-Siège et autres organisations internationales.

## Abus sexuels de religieuses
En 2019, pour répondre aux abus sexuels de religieuses, l'Union internationale des supérieures générales insiste sur la formation des religieuses. Ainsi la notion d'obéissance peut être détournée et conduire à des abus. L'association appelle à supprimer la « culture du secret » et à libérer la parole.